# Oxira primuloides
Oxira primuloides là một loài bướm đêm trong họ Noctuidae.